# Fan-in
In elettronica digitale, il fan-in è il numero di input accettabili di una porta logica.
Le porte logiche con un alto fan-in tendono ad essere più lente a causa della crescita della complessità del circuito e quindi della capacità di ingresso del dispositivo, fattori che comportano un aumento del ritardo di propagazione del segnale all'interno del circuito.
Nelle porte MOS l'inserimento di un input comporta solitamente l'aggiunta di un transistore, tuttavia nella logica CMOS, di grande utilizzo, ad ogni input aggiunto corrisponde l'inserimento di due transistori MOSFET, un pMOS e un nMOS.
Oltre al concetto di fan-in esiste il corrispettivo fan-out, indicante il numero massimo di ingressi logici collegabili all'uscita del dispositivo.